# Mercedes-Benz W154
Mercedes-Benz W154 är en tävlingsbil, tillverkad av den tyska biltillverkaren Mercedes-Benz mellan 1938 och 1939.

## Bakgrund
Det hade snart stått klart för det Internationella bilsportförbundet att 750 kilos-formeln under säsongen 1934 hade missat sitt mål. 
Att enbart begränsa maxvikten hade inte hållit nere vare sig motoreffekter eller topphastigheter. Därför begränsades motorernas slagvolym från och med säsongen 1938 till 3 liter med överladdning och 4,5 liter med sugmotor. Men den snabba teknikutvecklingen gjorde att skillnaden inte blev så stor.
Det nya reglementet offentliggjordes redan hösten 1936 och Mercedes-Benz satte genast igång med att konstruera en ny bil.

## Utveckling
Den nya bilen hade en lägre och slankare kaross än företrädaren. Motorn var snett placerad i chassit, så att kardanaxeln löpte på vänster sida om föraren. På så sätt kunde även förarstolen placeras lågt i bilen.
Motorn var en V12:a med dubbla överliggande kamaxlar och fyra ventiler per cylinder. Den förbrukade stora mängder av såväl smörjolja som bränsle. Med tiden lyckades man få ner oljeförbrukningen, men bränsleförbrukningen låg kvar mellan 120 och 150 l/100 km. Bilen hade två bränsletankar, en bak och en över förarens ben, mellan torpedväggen och instrumentbrädan. Med upp till 420 liter bränsle ombord var bilen en rullande brandbomb.
Till säsongen 1939 fick bilen en ny, ännu lägre kaross. Motorn fick en tvåstegs-kompressor för mer effekt och bilen fick förbättrade bromsar.

## Tekniska data
| Tekniska data           | W154                                                              |
| ----------------------- | ----------------------------------------------------------------- |
| Motor:                  | Frontmonterad 12-cylindrig V-motor                                |
| Cylindervolym:          | 2962 cm³                                                          |
| Borrning x slaglängd:   | 67 x 70 mm                                                        |
| Max effekt vid varvtal: | 480 hk vid 7 800 v/min                                            |
| Ventilstyrning:         | 2 överliggande kamaxlar per cylinderrad, 4 ventiler per cylinder  |
| Överladdning:           | 2 Roots-kompressorer                                              |
| Växellåda:              | 5-växlad manuell                                                  |
| Hjulupphängning fram:   | Dubbla tvärlänkar, skruvfjädrar, hydrauliska stötdämpare          |
| Hjulupphängning bak:    | De Dion-axel, längsgående torsionsstavar, hydrauliska stötdämpare |
| Bromsar:                | Hydrauliska trumbromsar                                           |
| Chassi & kaross:        | Kryssformad ovalrörsram med aluminiumkaross                       |
| Hjulbas:                | 272 cm                                                            |
| Torrvikt:               | Ca 900 kg                                                         |
| Toppfart:               | 310 km/h                                                          |

## Tävlingsresultat

### Grand Prix 1938
Inför säsongen 1938 hade Kautz ersatts av britten Richard Seaman. Med den nya bilen tog stallet åter sex segrar.
I europamästerskapet hade tävlingarna i Monaco och Belgien strukits. Mercedes-stallet dominerade EM även detta år. Rudolf Caracciola blev europamästare för tredje gången, följd av Manfred von Brauchitsch, Hermann Lang och Seaman på platserna två till fyra.

### Grand Prix 1939
Under säsongen 1939, som förkortades på grund av andra världskrigets utbrott, tog stallet fem segrar. I EM slutade Lang på andra, Caracciola på tredje och von Brauchitsch på fjärde plats.

### 1951
Efter andra världskriget var alla tyska deltagare, förare såväl som stall, bannlysta från motorsporten fram till 1950. Året därpå fraktade Mercedes-Benz tre W154:or som överlevt kriget till Argentina, där aversionen mot tyskar var mindre. Stallet deltog i två tävlingar i februari. Hemmaföraren Juan Manuel Fangio kom tvåa och Hermann Lang trea i Argentinas Grand Prix och en vecka senare blev Lang tvåa och Karl Kling trea i Eva Perón-tävlingen. Inte illa för en tretton år gammal konstruktion, men resultatet visade ändå att bilen inte längre var konkurrenskraftig och stallet drog sig ur ett planerat deltagande i Indianapolis 500 senare under året.
Tävlingarna med W154:an var ingen officiell comeback utan var avsedd som en förövning inför nästkommande säsong, då Mercedes-Benz kom tillbaka på allvar till motorsporten med den nykonstruerade W194.